# Kilcohan Park
El Kilcohan Park es un galgódromo y anteriormente estadio de fútbol ubicado al sur de Waterfort en República de Irlanda.

## Historia
Originalmente fue construido como estadio de fútbol para ser la sede del Waterford Football Club, y fue inaugurado el 2 de noviembre de 1930, y también era utilizado como pista ilegal de carreras de galgos. Era propiedad de Mr J.McGrath junto a Mr J.Mulhall, presidente del Irish Coursing Club (ICC) para que la pista de carreras estuviera con las reglas del ICC en 1947. La primera carrera se hizo en mayo de 1947 y fue una de las provincias más pequeñas de Irlanda en contar con una pista de 460 yardas.
En septiembre de 1978 los dueños del Waterford Greyhound Racing Company construyeron un restaurante junto a Racing Manager Paddy Grant. El Waterford United Football Club se mantuvo en el estadio hasta 1993 y se llegaron a jugar partidos de la European Cup antes de que el club cambiara de sede.
El Greyhound Racing Ireland tomó el control del estadio y realizó una inversión en mejoras en 2002, haciendo un levantamiento del estadio en relación con la pista. En 2006 se firmó una extensión de €3.5 millones para un  nuevo restaurante y bar.
En diciembre de 2023 se firmó un nuevo acuerdo en el estadio (como parte de la GRI) con S.I.S. para 2024.